# Accident du 22 avril 2018 en Corée du Nord
L'accident du 22 avril 2018 en Corée du Nord est un accident de bus survenu le 22 avril 2018 dans la province du Hwanghae du Nord, en Corée du Nord. Le bus transportant des touristes chinois est tombé d'un pont, tuant trente-deux touristes chinois et quatre Nord-Coréens. La cause de l'accident n'a pas été immédiatement révélée.

## Accident
Le bus voyageait de Kaesong à Pyongyang lorsqu'il est sorti du pont dans la province du Hwanghae du Nord.

## Réaction
Le dirigeant nord-coréen Kim Jong-un s'est rendu à l'ambassade de Chine à Pyongyang pour exprimer ses condoléances concernant l'accident.